# 48 hodin v Paříži
48 hodin v Paříži (v originále Frantic) je americko-francouzský thriller z roku 1988, který režíroval Roman Polański v hlavních rolích s Harrisonem Fordem a Emmanuelle Seignerovou.

## Děj
Americký lékař Richard Walker a jeho manželka Sondra cestují do Paříže na lékařský kongres. Po příjezdu do hotelu si uvědomí, že mají špatný kufr a Sondřin kufr byl pravděpodobně vyměněn na letišti. Když Walker vyjde ze sprchy, jeho žena je pryč. Nejprve čeká, ale ona se už neobjeví, a tak se pustí do pátrání. V baru najde někoho, kdo tvrdí, že viděl jeho ženu strkat do auta. Na příslušném místě skutečně najde její náramek. Hotelový vrátný také tvrdí, že viděl Walkerovu manželku odcházet z hotelu v doprovodu muže. Nahlásí tedy zmizení své manželky, ale jak francouzská policie, tak americká ambasáda se ukážou jako nespolupracující.
Walker prohledává cizí kufr, kde najde krabičku zápalek z nočního klubu Blue Parrot, na které je napsané jméno Dédé a telefonní číslo, ale dovolá se jen na záznamník. Zjistí Dédého adresu, zajede tam autem, ale najde v bytě Dédého mrtvého.
Mezitím je Walkerův hotelový pokoj prohledán a poničen cizími lidmi. Kufr tam však v tu dobu nebyl, vyzvedl ho předtím hotelový poslíček. Jistá Michelle nechala Dédému na záznamníku vzkaz, že se s ním chce setkat v baru Blue Parrot, jinak za ním přijde domů po zavírací době. Walker na ni čeká. Ukáže se, že cizí vyměněný kufr patří jí. Michelle je pašeračka najatá Dédem, ale neví, pro koho Dédé pracuje. Walker a Michelle odvezou kufr zpět na letiště. V bytě Michelle se pak objeví dva izraelští agenti a zeptají se jí na model Sochy svobody, který propašovala. Uvnitř sošky je elektronická součástka krytron.
Walkera kontaktují arabští únosci a chtějí krytron vyměnit za jeho ženu. Předání selže, když se objeví dva izraelští agenti a zastřelí Araba. Zdá se, že bezpečnostní důstojník ambasády konečně Walkerovu svědectví uvěří, protože ví, že krytron je spínač používaný k odpálení jaderných bomb. Vzhledem k tomu, že na tom závisí život jeho ženy, Walker to nechce dát z ruky a uprchne.
Podaří se mu znovu dostat do kontaktu s únosci a domluvit si nový termín předání u pařížské Sochy Svobody. Únosci propustí jeho ženu zatímco Michelle jim přinese krytron. Najednou Izraelci zahájí palbu z mostu, dva únosci jsou zabiti, ale jeden z nich zastřelí i Michelle, které se před smrtí podaří podstrčit Walkerovi součástku. Když pro něj jdou agenti, Walker hodí krytron do Seiny a odnese tělo Michelle se svou ženou.
Šokovaní událostmi opouštějí Walkerovi Paříž.

## Natáčení
- Film se natáčel ve filmových studiích v  Boulogne-Billancourt i na mnoha místech v Paříži, např. u Grand Hôtel Intercontinental, v Passage Brady, na Pont de Grenelle a na Île aux Cygnes.
- 23letá Seignerová a 56letý Polański se vzali rok po premiéře.
- Jednoho z policistů hraje Yves Rénier, který později hrál také v televizním seriálu Komisař Moulin.
- Režisér Roman Polański se objevil v cameo roli jako taxikář, který předá Walkerovi krabičku se zápalkami. Krátce je také vidět kameraman Witold Sobociński jako host zcela vpravo v popředí barové scény, kde Walker hovoří s očitým svědkem, kterého hraje Dominique Pinon.
- Obraz města Paříže prezentovaný ve filmu není příliš okouzlující ani atraktivní. Úvodní a závěrečné titulky ukazují rychlostní silnici (na letiště), které dominují obchodní budovy s mezinárodními neony (např. Bosch a AEG). Při jízdě ve městě se taxík dvakrát na delší dobu zasekne za zeleným popelářským vozem.

## Obsazení
| Harrison Ford         | Dr. Richard Walker |
| Emmanuelle Seignerová | Michelle           |
| Betty Buckley         | Sondra Walker      |
| John Mahoney          | Williams           |
| Jimmie Ray Weeks      | Shaap              |
| Yorgo Voyagis         | únosce             |
| David Huddleston      | Peter              |
| Alexandra Stewart     | jeho žena Edie     |
| Gérard Klein          | Gaillard           |
| Laurent Spielvogel    | vrátný             |
| Dominique Pinon       | svědek na baru     |